# Teresa Wright
Teresa Muriel Wright (n. 27 octombrie 1918, New York City, New York, SUA – d. 6 martie 2005, New Haven, Connecticut, SUA) a fost o actriță americană.
A primit Premiul Oscar pentru cea mai bună actriță în rol secundar în 1942 pentru rolul său din  Mrs. Miniver. În același an, a primit o nominalizare la Premiul Oscar pentru cea mai bună actriță pentru rolul său din  Pride of the Yankees ca parteneră a lui Gary Cooper. Ea, de asemenea, este notabilă pentru apariția în filmul lui  Alfred Hitchcock: Shadow of a Doubt (1943) sau în cel al lui William Wyler: The Best Years of Our Lives (1946).

## Legături externe
- Teresa Wright la Internet Movie Database
- en Teresa Wright la Internet Broadway Database
- en Teresa Wright la Internet Off-Broadway Database
- Teresa Wright la TCM Movie Database
- Teresa Wright at Reel Classics
- Teresa Wright la Find a Grave
- Obituary Arhivat în 3 martie 2016, la Wayback Machine. on Legacy.com